# Gran Premio de Plouay 2009
La 73.ª edición del Gran Premio de Plouay se disputó el 23 de agosto de 2009 con principio, varios pasos y final en la localidad de Plouay, en la Bretaña. Discurrió por el tradicional circuito de 19,1 km (con inicio y final en Plouay), al que se le dieron 12 vueltas para completar un total de 229,2 km. 
Perteneció al UCI ProTour 2009.
Tomaron parte en la carrera 20 equipos: los 18 de categoría UCI ProTeam (al ser obligada su participación); más 2 de categoría Profesional Continental mediante invitación de la organización (el Cervélo Test Team y Serramenti PVC Diquigiovanni-Androni Giocattoli).
El ganador final fue Simon Gerrans tras ganar al sprint en el grupo de cinco ciclistas que se había escapado del gran grupo. Completaron el podio Pierrick Fédrigo y Paul Martens, respectivamente. El español Luis León Sánchez se impuso en el sprint del grupo principal, finalizando en la sexta plaza.

## Clasificación final
| \| Posición \| Ciclista \| Equipo \| Tiempo \| \| 1. \| Simon Gerrans \| Cervélo \| 5 h 58 min 53 s \| \| 2. \| Pierrick Fédrigo \| Bbox Bouygues Telecom \| m.t. \| \| 3. \| Paul Martens \| Rabobank \| m.t. \| \| 4. \| Anthony Roux \| Française des Jeux \| m.t. \| \| 5. \| Daniel Martin \| Garmin-Slipstream \| m.t. \| \| 6. \| Luis León Sánchez \| Caisse d'Epargne \| a 3 s \| \| 7. \| Samuel Dumoulin \| Cofidis, le Crédit en Ligne \| m.t. \| \| 8. \| Maxim Iglinskiy \| Astana \| m.t. \| \| 9. \| Frédéric Guesdon \| Française des Jeux \| m.t. \| \| 10. \| Jesús del Nero \| Fuji-Servetto \| m.t. \| |                   |                             |                 |
| Posición | Ciclista          | Equipo                      | Tiempo          |
| 1. | Simon Gerrans     | Cervélo                     | 5 h 58 min 53 s |
| 2. | Pierrick Fédrigo  | Bbox Bouygues Telecom       | m.t.            |
| 3. | Paul Martens      | Rabobank                    | m.t.            |
| 4. | Anthony Roux      | Française des Jeux          | m.t.            |
| 5. | Daniel Martin     | Garmin-Slipstream           | m.t.            |
| 6. | Luis León Sánchez | Caisse d'Epargne            | a 3 s           |
| 7. | Samuel Dumoulin   | Cofidis, le Crédit en Ligne | m.t.            |
| 8. | Maxim Iglinskiy   | Astana                      | m.t.            |
| 9. | Frédéric Guesdon  | Française des Jeux          | m.t.            |
| 10. | Jesús del Nero    | Fuji-Servetto               | m.t.            |